# Tour de Bohême de l'Est
Le Tour de Bohême de l'Est (officiellement East Bohemia Tour) est une course cycliste à étapes disputée en République tchèque depuis 2015. Le Tour Bohemia s'est déroulé dans la même région sous la forme d'une course d'un jour de 2012 à 2014.

## Palmarès
| Année | Vainqueur       | Deuxième        | Troisième             |
| ----- | --------------- | --------------- | --------------------- |
| 2015  | Jan Tratnik     | Paweł Cieślik   | Michal Schlegel       |
| 2016  | Jan Tratnik     | Francesc Zurita | Max Kanter            |
| 2017  | Kamil Zieliński | Krister Hagen   | Sylwester Janiszewski |